# Rozpad beta minus
Rozpad beta minus, przemiana β− – sposób rozpadu jądra atomowego, podczas którego neutron ulega przemianie w proton oraz emitowany jest elektron e− (promieniowanie beta) i antyneutrino elektronowe. Podstawą tego rozpadu jest przemiana kwarku dolnego w górny połączona z emisją wirtualnego bozonu W−, który w czasie około 10−27 s rozpada się na parę elektron-antyneutrino elektronowe.
Przykłady izotopów, które ulegają rozpadowi beta minus: Co-60, Na-24, C-14, H-3 (tryt).
Przykładowe zapisy rozpadów:
13755Cs → 13756Ba + e− + νe
6027Co → 6028Ni + e− + νe
2411Na → 2412Mg + e− + νe
146C → 147N + e− + νe
31H → 32He + e− + νe
Ogólnie:
{\displaystyle _{Z}^{A}{\hbox{X}}\ \to \ _{Z+1}^{A}{\hbox{Y}}+W^{-}\to _{Z+1}^{A}{\hbox{Y}}+e^{-}+{\overline {\nu }}_{e}}
{\displaystyle n^{0}\to p^{+}+W^{-}\to p^{+}+e^{-}+{\overline {\nu }}_{e}}
Podczas rozpadu beta minus następuje przemiana neutronu w proton (na poziomie kwarków przemiana kwarku dolnego w górny), następnie emisja wirtualne bozonu pośredniczącego W−, który niemal natychmiastowo rozpada się na elektron oraz antyneutrino elektronowe. Emisja pary lepton-antylepton (w tym wypadku elektron-antyneutrino elektronowe) spowodowana jest zasadą zachowania liczby leptonowej (+1 dla leptonów, −1 dla antyleptonów).
Ze względu na trzyciałowy charakter rozpadu, oraz całą jego kinematykę. Zasada zachowania pędu w żaden sposób nie determinuje podziału pędu pomiędzy ciała, a jedynie nakazuje, aby końcowy wypadkowy wektor pędu równy był początkowemu. Pozwala to na wiele możliwych realizacji procesu oraz niemożliwość skwantowania energii emitowanego elektronu.
Warunkiem niezbędnym, aby przemiana mogła zajść, jest by masa jądra początkowego była większa od masy jądra końcowego o więcej niż masa elektronu.
{\displaystyle M(Z,A)>M(Z-1,A)+m_{e}.}
Tak więc energia rozpadu ΔEβ- wynosi:
{\displaystyle \Delta E_{\beta -}=\left\{M(Z,A)-[M(Z+1,A)+m_{e}]\right\}\times c^{2}.}
A po uwzględnieniu w bilansie elektronów na powłokach otrzymuje się:
{\displaystyle M_{A}(Z,A)=M(Z,A)+Zm_{e},}
{\displaystyle M_{A}(Z+1,A)=M(Z+1,A)+(Z+1)m_{e},}
więc:
{\displaystyle \Delta E_{\beta -}=\left\{[M(Z,A)+Zm_{e}]-[M(Z+1,A)+m_{e}+Zm_{e}]\right\}\times c^{2}=\left\{M_{A}(Z,A)-M_{A}(Z+1,A]\right\}c^{2},}
z czego wynika:
{\displaystyle M_{A}(Z-1,A)c^{2}>M(Z-1,A)c^{2}.}

Co oznacza, że przemiana beta minus może zajść tylko wówczas, gdy masa atomu początkowego jest większa od atomu końcowego. 

Diagram Feynmana dla rozpadu beta minus